# Вієвіс
Вієвіс або Їв'є (лит. Vievis) — місто на сході Литви. Перша згадка — з 1539 року.
У 1611–1633 роках тут, у маєтку князя Богдана Огінського, знаходилася друкарня Віленського братства. Саме в ній вийшли у світ такі видання, як «Діоптра» (1612), Євангеліє Учительне (1616), «Граматика» Мелетія Смотрицького (1619), «Вертоград душевний» Фікарія Святогорця (1620).
У 1619 році надрукована перша «Граматика» Мелетія Смотрицького
(за іншою версією, «Граматика» Смотрицького була віддрукована в друкарні Віленського православного братерства в Вевісі).